# Perdutamente innamorata
Perdutamente innamorata (견우와 선녀?, Gyeon-u-wa seonnyeoLR; lett. "Il pastore e la fata") è una serie televisiva sudcoreana trasmessa su tvN dal 23 giugno al 29 luglio 2025, tratta dal webtoon di Ahn Su-min Gyeon-u-wa seonnyeo ("Il pastore e la fata"). In lingua italiana è stata distribuita da Prime Video.

## Trama
La studentessa Seong-ah è anche una sciamana che sa cosa accadrà in futuro: grazie a questa dote, protegge il suo primo amore Gyeon-woo modificando il suo destino infausto.

## Personaggi e interpreti
- Park Seong-ah, interpretata da Cho Yi-hyun
- Bae Gyeon-woo, interpretato da Choo Young-woo
- Pyo Ji-ho, interpretato da Cha Kang-yoon
- Yeom-hwa, interpretata da Choo Ja-hyun

## Episodi
| n. | Titolo originale | Titolo italiano | Prima visione Corea del Sud | Prima visione in italiano |
| -- | ---------------- | --------------- | --------------------------- | ------------------------- |
| 1  | 1화              | Episodio 1      | 23 giugno 2025              | 23 giugno 2025            |
| 2  | 2화              | Episodio 2      | 24 giugno 2025              | 24 giugno 2025            |
| 3  | 3화              | Episodio 3      | 30 giugno 2025              | 30 giugno 2025            |
| 4  | 4화              | Episodio 4      | 1 luglio 2025               | 1 luglio 2025             |
| 5  | 5화              | Episodio 5      | 7 luglio 2025               | 7 luglio 2025             |
| 6  | 6화              | Episodio 6      | 8 luglio 2025               | 8 luglio 2025             |
| 7  | 7화              | Episodio 7      | 14 luglio 2025              | 14 luglio 2025            |
| 8  | 8화              | Episodio 8      | 15 luglio 2025              | 15 luglio 2025            |
| 9  | 9화              | Episodio 9      | 21 luglio 2025              | 21 luglio 2025            |
| 10 | 10화             | Episodio 10     | 22 luglio 2025              | 22 luglio 2025            |
| 11 | 11화             | Episodio 11     | 28 luglio 2025              | 28 luglio 2025            |
| 12 | 12화             | Episodio 12     | 29 luglio 2025              | 29 luglio 2025            |